# Triodia hubbardii
Triodia hubbardii är en gräsart som beskrevs av Nancy Tyson Burbidge. Triodia hubbardii ingår i släktet Triodia och familjen gräs. Inga underarter finns listade i Catalogue of Life.